# Hessentag 2010

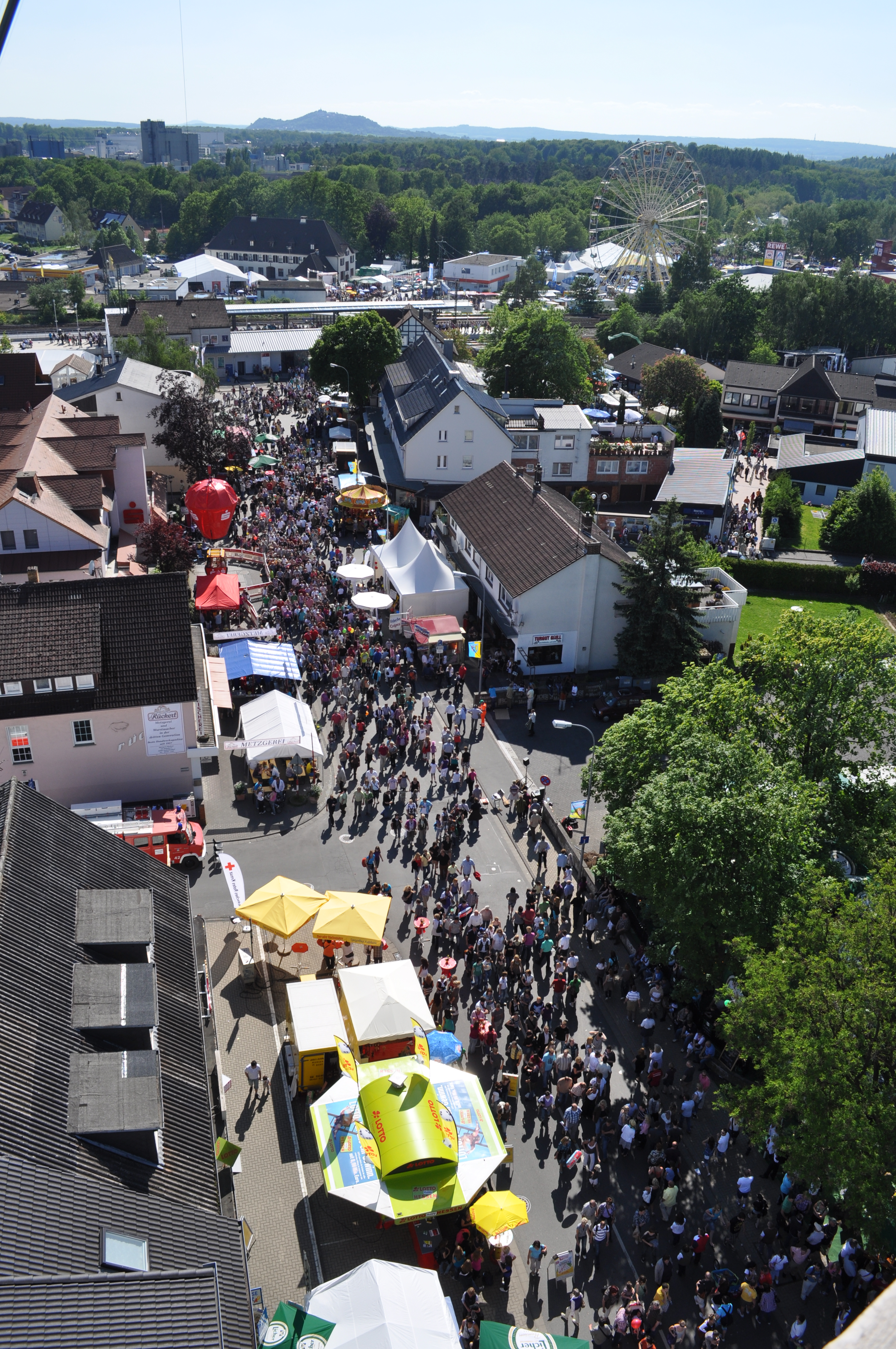
Stadtallendorf, Hessentag 2010

Der Hessentag 2010 war der 50. Hessentag und fand vom 28. Mai bis 6. Juni 2010 in Stadtallendorf unter dem Motto Im Grünen liegt die junge Stadt, die richtig was zu feiern hat! statt. Mit knapp 1,1 Mio. Besuchern gehörte er zu den drei bestbesuchten Hessentagen.

## Hintergrund
Seit  1960 finden in wechselnden Orten Hessens die von der Landesregierung initiierten und gemeinsam mit der jeweiligen Kommune durchgeführten Hessentage statt. Es handelt sich um überregional beachtete Großveranstaltungen, die mit Millionenbudgets ausgestattet sind und jeweils viele hunderttausend Besucher anziehen. In der Regel ist eine solche Veranstaltung defizitär für eine Kommune, auf der anderen Seite trägt die Veranstaltung zur Bekanntheit der jeweiligen Stadt und zur Förderung von teils erheblichen Investitionen von verschiedenen Trägern in die Infrastruktur bei.
Eigentlich sollte der 50. Jubiläums-Hessentag im benachbarten Alsfeld stattfinden, da in Alsfeld auch der erste Hessentag 1961 sowie der 25. 1985 stattgefunden hatten. Alsfeld gab die Ausrichtung aber aus finanziellen Gründen zurück.
Das Defizit der Veranstaltung, das die Stadt tragen musste, belief sich auf 5,9 Millionen Euro.

## Vorbereitungen zum Hessentag
Das Hessentagsgelände zog sich in Stadtallendorf beiderseits des Bahnhofs durch die Innenstadt, auf der einen Seite durch die Waldstraße bis zum großen Festzelt im Herrenwaldstadion, auf der anderen Seite durch die Stadtmitte über Rathaus und Stadthalle zum Großparkplatz im Gewerbegebiet Nordost.
Zu den für den Hessentag relevanten Baumaßnahmen gehörten die Erschließung des Gewerbegebiets Nordost durch das Anlegen von Zufahrtsstraßen und Befestigen von Wegen, der Bahnhofsumbau und die Umgestaltung des Heinz-Lang-Parks sowie des Kirchplatzes vor der Stadtkirche, wobei Bahnhof und Stadtkirche einen barrierefreien Zugang erhielten. Eine kleine Baumaßnahme war der barrierefreie Ausbau der Straße „Am Bärenbach“, welche in dem als Fußweg genutzten Abschnitt einige Stufen aufwies.

## Veranstaltungen

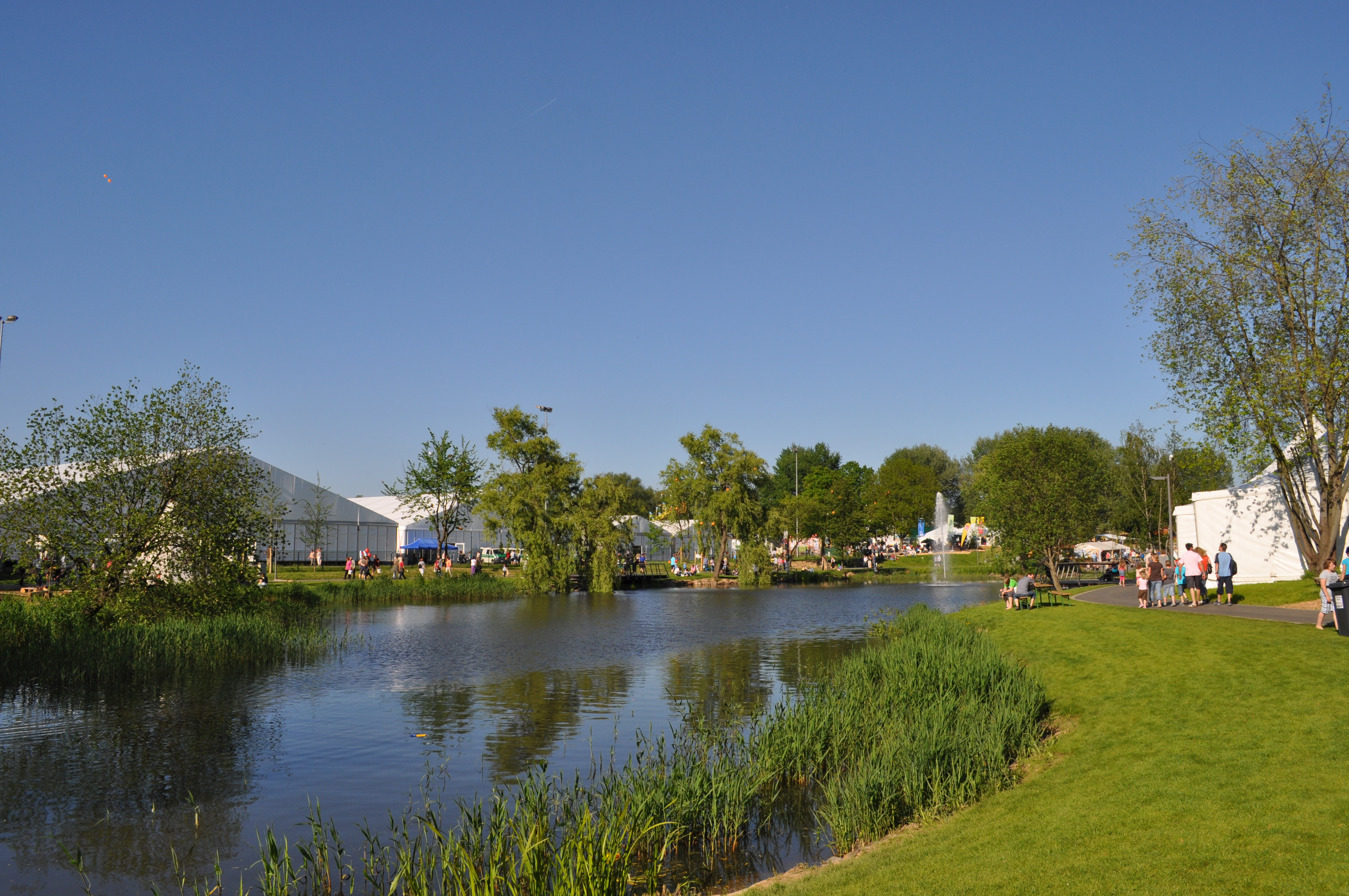
Festgelände und Heinz-Lang-Park

Open-Air-Konzerte mit bis zu 40.000 Zuschauern mit Auftritten der Sängerin Pink am 3. Juni 2010, der Band a-ha am 6. Juni den Fantastischen Vier, Silbermond, Queensberry, Dieter Thomas Kuhn & Band oder Klostertaler fanden im Gewerbegebiet statt. Daneben wurden weitere musikalische Konzerte verschiedener Musikrichtungen, Disco-Partys oder Musicals angeboten. Comedy und Kabarett boten beispielsweise Badesalz, Bülent Ceylan oder Willy Astor. Am 29. Mai 2010 fand ein Public-Viewing zum Eurovision Song Contest in Oslo statt, bei dem Christian Durstewitz, Dritter bei der Castingshow Unser Star für Oslo, live auftrat.
Neben musikalischen Veranstaltungen gehört die Hessentagsstraße zu einer der Attraktionen des Hessentages. Behörden, Verwaltungen Institutionen oder Firmen stellen sich vor, Jahrmarktstände und Fahrgeschäfte waren in Stadtallendorf vertreten.
Die umfangreiche Landesausstellung stand auf dem neuen Festplatz an der Herrenwaldstraße sowie in Teilen des Herrenwaldstadions. Der Heinz-Lang-Park beherbergte „Natur auf der Spur“. Als „Hessen-Palace“ für große Saalveranstaltungen wurde die Herrenwaldhalle genutzt, in der mit Zusatztribünen 3.200 Zuschauer Platz fanden.
Die Stadtallendorfer Stadtkirche wurde für den Hessentag zur Wasserkirche umgestaltet. Für den Aufbau der aufwändigen Inneninstallation wurden zehn Tage benötigt. Die Installation wurde nicht wie bei anderen Themenkirchen nach dem Hessentag abgebaut, sondern blieb bis zu einem Kirchenjubiläum im September 2010 erhalten.

## Verkehr

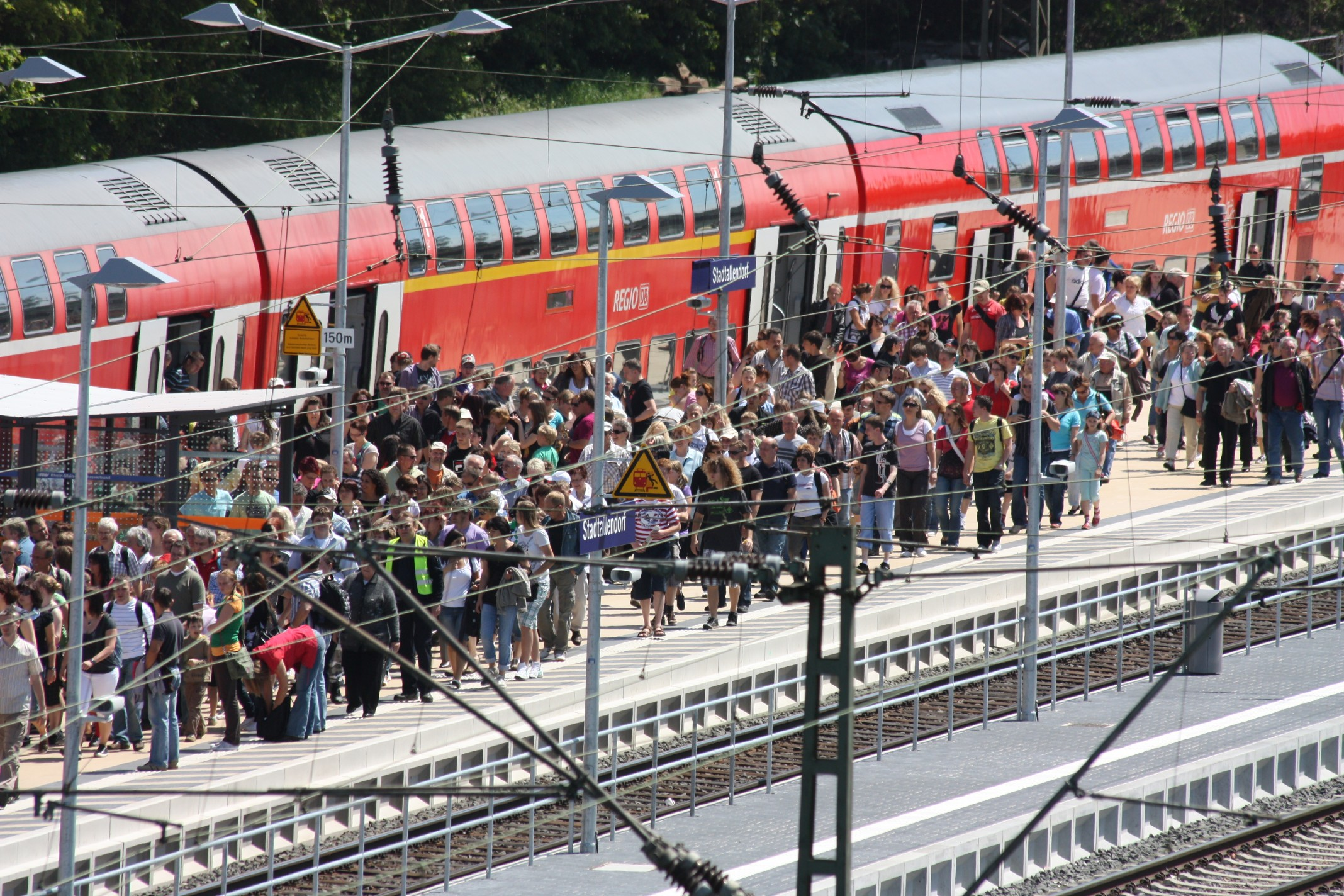
Besuchermassen am Bahnhof

Weil Stadtallendorf seinerzeit noch über keinen eigenen Autobahn-Anschluss verfügte, empfahlen die Veranstalter bereits vorab die Anreise mit der Bahn. Der Rhein-Main-Verkehrsverbund setzte Sonderzüge ein, Pendelbusse verbanden die Stadtteile kostenlos mit der Innenstadt. Das Angebot wurde deutlich besser angenommen als erwartet. Allein am Fronleichnamstag berichtete RMV-Pressesprecher Peter E. Vollmer von fast 50.000 Ein- und Ausstiegen in Stadtallendorf. Insgesamt sollen, so die Schätzung des RMV, etwa 300.000 Menschen mit Bussen und Bahnen zum Hessentag gereist sein.
IC-Züge der Linie 26 hielten für die Zeit des Landesfestes in Stadtallendorf.

## Hessentagspaar

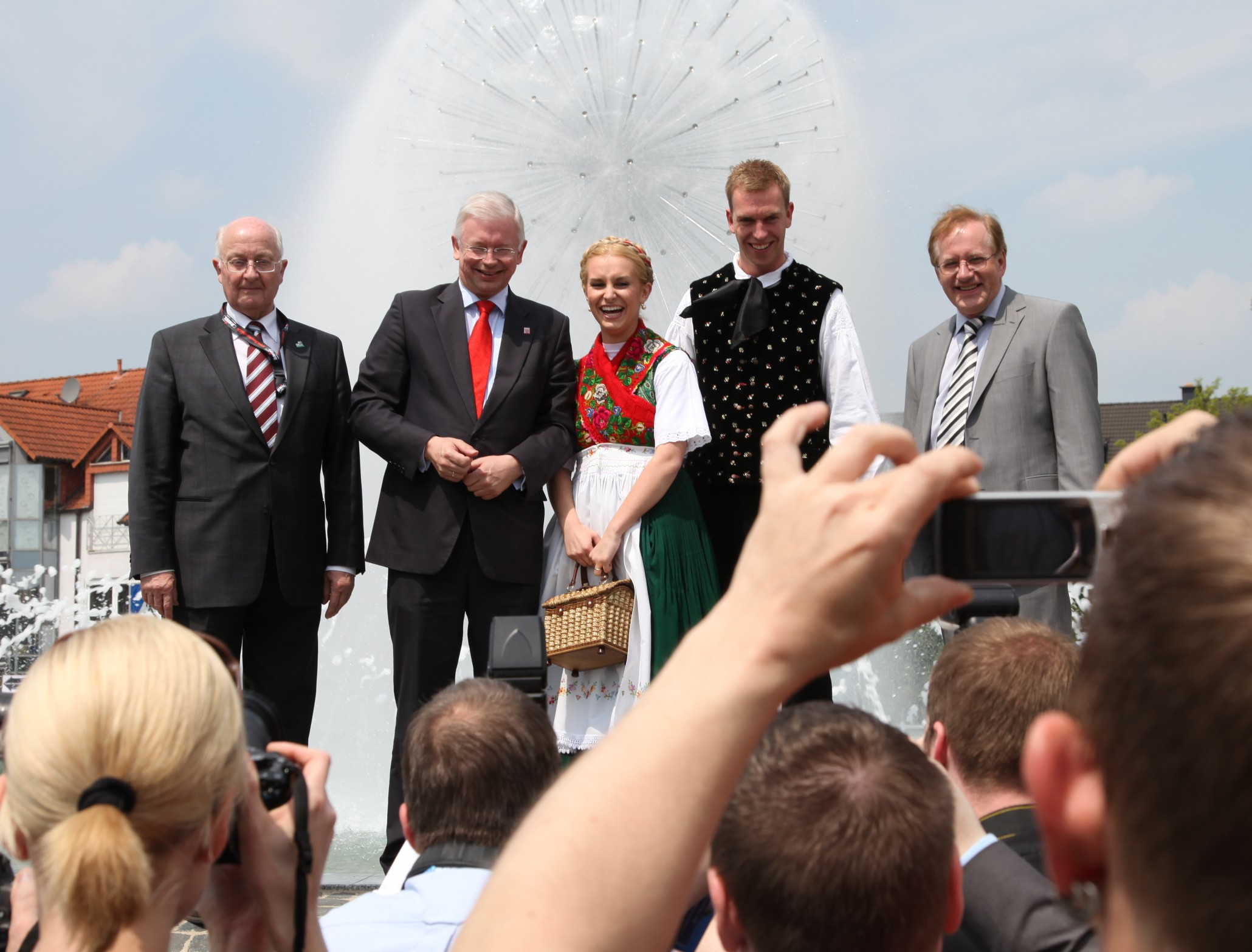
Hessentagspaar 2010

Das Hessentagspaar hat die Aufgabe, den Hessentag zu repräsentieren und im Vorfeld der Veranstaltung bekannt zu machen. Im Dezember 2008 wurden die Stadtallendorfer Mona Lorena Monzien und Fabian Gies durch ein Gremium, bestehend aus Magistrat und Ältestenrat der Veranstalterstadt, ausgewählt. Stadtallendorf entschied sich für eines der bisher jüngsten Hessentagspaare, seit diese – ab 1980 – nicht mehr durch Kinder bzw. Jugendliche gestellt werden. Beim Landesfest waren Fabian und Mona Lorena 23 und 20 Jahre alt. Jünger war zuvor nur das Dietzenbacher Hessentagspaar mit 20 und 21 Jahren. In Bad Arolsen zählte das Hessentagspaar 22 und 25 Jahre.